# 스텔라 스티븐스

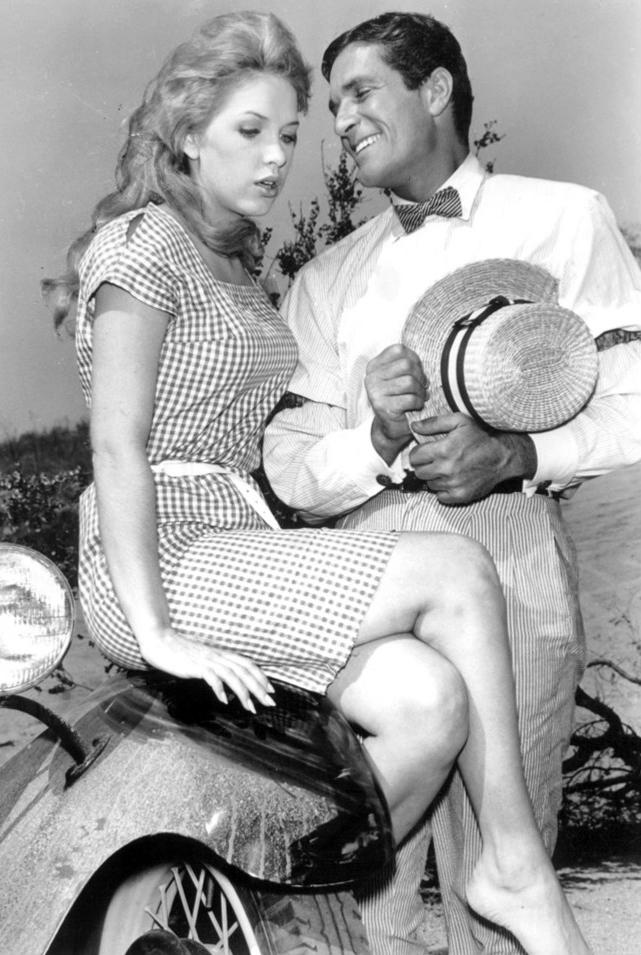

스텔라 스티븐스(Stella Stevens, 본명: Estelle Egglestone, 1938년 10월 1일 ~ 2023년 2월 17일)는 미국의 배우, 영화 감독, 영화 프로듀서, 플레이메이트, 연극 배우, 텔레비전 배우, 영화배우이다.

## 방송
- 부부 탐정

## 영화
- 헬 투 페이 (2005년)
- 팝스타 (2005년)
- 롱 라이드 홈 (2003년)
- 짐 브라운 (2002년) - 본인 역
- 먼동이 틀 때 (2000년)
- 비키니 호텔 (1997년)
- 크리스마스 리스트 (1997년)
- 해저드 마을의 듀크 가족 - 재결합 (1997년)
- 인 콜드 블러드 (1996년)
- 스타 헌터 (1996년) - 마쉬 역
- 마인드 스톰 (1996년)
- 그리드 러너 (1995년)
- 엄마는 투명 인간 (1995년)
- 쇼킹 묵시록 (1995년) - 할머니 역
- 하드 드라이브 (1994년)
- 보디 케미스트리 3 - 완전 노출 (1994년)
- 나이트 드림 (1994년)
- 블랙 시티 (1993년)
- 복수의 동행자 (1993년)
- 리틀 데블 (1993년)
- 밤의 추적자 (1993년)
- 반칙 게임 (1992년)
- 자유의 투사 (1990년)
- 위기일발 대작전 (1990년)
- 모자브 사막의 최후 2 (1990년)
- 사랑의 천국 (1990년)
- 더 롱샷 (1986년)
- 공포의 실로폰 (1986년)
- 무인지대 (1984년)
- 체인 히트 (1983년)
- 마지막 남은 처녀 (1981년)
- 부부 탐정 (1979년)
- 꿈꾸는 낙원 (1978년)
- 사랑의 유람선 (1977년)
- 죽음의 사나이 (1977년)
- 서푼짜리 극장 (1976년) - 마티 리브즈 역
- 원더 우먼 (1975년)
- 클레오파트라 카지노 정복 (1975년)
- 아놀드 (1973년)
- 지옥의 사자 슬러터 (1972년)
- 포세이돈 어드벤쳐 (1972년) - 린다 로고 역
- 지옥으로 불리는 마을 (1971년)
- 케이블 호그의 발라드 (1970년)
- 사이렌서 (1966년)
- 너티 프로페서 (1963년)
- 걸스! 걸스! 걸스! (1962년)
- 벤 케이시 (1961년)
- 투 레이트 블루스 (1961년)
- 릴 애브너 (1959년)
- 세이 온 포 미 (1959년)